# Anetodermia
Per  anetodermia in campo medico, si intende una modificazione patologica della cute dovuta ad un eccessivo rilassamento di parte di essa.

## Epidemiologia
La sua diffusione è rara, si forma soprattutto sul viso, spesso è associata a malattie come l'infezione da HIV e il lupus eritematoso.

## Tipologia
Esistono due forme, idiopatica e secondaria ad alcune forme di dermatosi (malattie della pelle).

## Manifestazioni
La pelle si mostra eccessivamente flaccida.

## Terapia
Attualmente per tale disfunzione dermatologica non esiste una cura efficace